# Hanna Malyshchyk
Hanna Aliaksandrauna Malyshchyk (née Zinchuk le 4 février 1994) est une athlète biélorusse, spécialiste du lancer du marteau.

## Biographie
Vainqueur des championnats d'Europe juniors 2013, elle remporte le titre espoir de la coupe d'Europe des lancers 2016, et se classe septième des Jeux olympiques de 2016.
Le 26 août 2017, elle décroche la médaille d'argent de l'Universiade à Taipei avec 74,93 m.
Elle se classe 10e des championnats du monde 2019 avec 71,24 m.

## Palmarès
| Date | Compétition                                  | Lieu                  | Résultat | Marque  |
| ---- | -------------------------------------------- | --------------------- | -------- | ------- |
| 2011 | Festival olympique de la jeunesse européenne | Trabzon               | 1re      | 59,48 m |
| 2013 | Coupe d'Europe hivernale des lancers         | Castellón de la Plana | 3e       | 63,78 m |
| 2013 | Championnats d'Europe juniors                | Rieti                 | 1re      | 65,44 m |
| 2016 | Coupe d'Europe des lancers                   | Arad                  | 1re      | 68,76 m |
| 2016 | Jeux olympiques                              | Rio de Janeiro        | 7e       | 71,90 m |
| 2017 | Championnats d'Europe par équipes            | Villeneuve-d'Ascq     | 1re      | 74,56 m |
| 2017 | Championnats du monde                        | Londres               | 10e      | 69,43 m |
| 2017 | Universiade                                  | Taipei                | 2e       | 74,93 m |
| 2018 | Coupe d'Europe hivernale des lancers         | Leiria                | 1re      | 72,62 m |
| 2018 | Championnats d'Europe                        | Berlin                | finale   | NM      |
| 2019 | Championnats d'Europe par équipes            | Sandnes               | 6e       | 63,97 m |
| 2019 | Championnats du monde                        | Doha                  | 10e      | 71,24 m |
| 2021 | Coupe d'Europe des lancers                   | Split                 | 4e       | 70,42 m |

## Records
| Épreuve           | Performance | Lieu  | Date          |
| ----------------- | ----------- | ----- | ------------- |
| Lancer du marteau | 74,94 m     | Brest | 1er juin 2017 |